# Policial penal

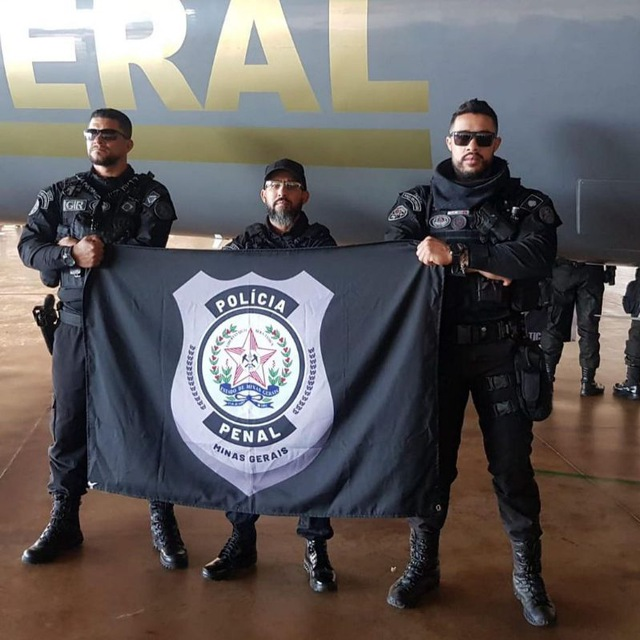
Policiais Penais do Estado de Minas Gerais

Policial Penal é um oficial responsável por manter a ordem e disciplina de todo o sistema prisional,  tanto no âmbito externo (recaptura, monitoração e escoltas) quanto no âmbito interno (proteção de unidades e afins). 
Além dos serviços de custódia, desempenha missões táticas de escoltas prisionais de internos para audiências judiciais, oitiva em delegacias de Polícia e transferências entre unidades prisionais.  
Desempenham serviços de natureza policial, tais como atividades de inteligência e contra inteligência, apreensões de ilícitos, revistas pessoais em detentos e visitantes, revista em veículos e objetos que adentram as unidades prisionais, controle de motins e rebeliões, bem como ronda externa no perímetro de securitário ao redor da unidade prisional.  
Garantem, ainda, a segurança no trabalho de ressocialização dos internos promovido pelos psicólogos, pedagogos e assistentes sociais.  
Os Policiais Penais Federais estão vinculados à Secretaria Nacional de Políticas Penais (SENAPPEN), ao passo que os Policiais Penais Estaduais às Secretarias de Estado de Administração Penitenciária (SAP ou SEAP), Secretarias de Estado de Justiça e Segurança Pública, ou Secretarias de Estado de Defesa Social, dependendo da estrutura administrativa de cada Estado. 
Em 31 de maio de 2024, foi criada a Polícia Penal Federal e o cargo de Policial Penal Federal, por meio da Lei 14.875/2024, a qual, em seus capítulos XII e XIII, disciplina as funções e atribuições, bem como institui os aspectos funcionais da carreira, de modo geral. 

## História
A profissão é uma das mais antigas da humanidade[carece de fontes?], e também a 2.ª mais perigosa do mundo, conforme elencou a Organização Internacional do Trabalho - OIT[carece de fontes?]. Por se tratar de função típica de estado, para exercer o cargo é necessário ser maior de 18 anos, possuir nível de escolaridade médio ou superior, de acordo com cada estado, e prestar concurso público para se tornar, então, servidor público estadual ou Federal. No entanto, alguns estados burlam a constituição, e em vez de realizar concurso público para policial penal, abrem processos seletivos para contratar agentes temporários, violando o artigo 37.º da CF[carece de fontes?]. Esses servidores contratados em regime temporário não gozam das prerrogativas do efetivo.
O Supremo Tribunal Federal reconheceu o direito de policial penal se aposentar com 25 anos de atividade, com fundamento no art. 40, § 4.º da Constituição e no art. 57 da Lei n.º 8213/91, que dispõe sobre o plano de benefícios da previdência social. É um dos poucos cargos onde incidem periculosidade e insalubridade em simultâneo.
O seu exercício é considerado como serviço essencial pela Lei das Greves n.º 7.783/89 (que regulamenta o art. 9.º da CF/88), por se tratar de uma necessidade inadiável da comunidade, que, se não atendida, coloca em perigo iminente a sobrevivência, a saúde ou a segurança da população. É tido como atividade securitária pública nacional conforme o art. 3.º, IV, da Lei Federal n.º 11.473/2007, e, visto o art. 144 da CF, é exercida para a preservação da ordem pública e a incolumidade das pessoas e do patrimônio.

### Polícia Penal
Foi criada a nova polícia do Brasil a qual é a Polícia Penal (Polícia Penitenciária). Os senadores já aprovaram a proposta em 2017 (PEC 372) e os deputados aprovaram em 2019 a inclusão do artigo 144 da constituição Federal da nova POLÍCIA que transformaram os Agentes Penitenciários em Policiais Penais. A PEC de autoria do senador Cássio Cunha Lima, acrescenta essas polícias ao rol dos órgãos do sistema de segurança pública. Os servidores que exercem a função devem passar a ter os mesmos direitos das outras carreiras policiais. A proposta determina como competência dessas novas instâncias a segurança dos estabelecimentos penais e a escolta de presos. A intenção é liberar as polícias civil e militar das atividades de guarda e escolta de presos, ou seja, haverá uma polícia especializada para cuidar das unidades prisionais, mais uma ferramenta do Estado contra o crime organizado e também mais ressocialização do interno. A Polícia Penal segue o modelo italiano das Polícias Penitenciárias Estaduais e Federais, transformando o cargo de Agente Penitenciário em Policial Penal Estadual ou Federal, assim como existe em vários Países com atribuições de ostensividade (polícia militar), repressão dos crimes (polícia civil) e atos praticados pelos detentos, dentro e fora dos estabelecimentos penais; sendo devidamente inclusos no art. 144 da Constituição Federal. De fato os Agentes Penitenciários já realizam atividades policiais, resta apenas o Estado formalizar o sistema prisional como órgão da segurança pública. No estado do Rio de Janeiro, a Polícia Penitenciária está prevista no art. 183 da sua Constituição Estadual e em Pernambuco, o decreto n.º 34.521/2010 traz sobre o uso das viaturas pela Polícia Penitenciária.       

## Porte de arma
Os Policiais Penais concursados possuem porte de arma de fogo dentro e fora do serviço em todo o território nacional de acordo com a lei 10.826/03 e lei 12.993/14.

## No Brasil
Anteriormente a PEC 372/17 o atual cargo de policial penal era apenas conhecido como agente penitenciário e constantemente confundido também como de carcereiro, mas este era aquele contratado geralmente pela prefeitura para cuidar da carceragem nas delegacias da Polícia Civil. Como isso está sendo proibido em inúmeros estados, o cargo foi sendo extinto, como aconteceu no estado de São Paulo e Maranhão. Existem também no âmbito nacional os Agentes Penitenciários Federais (agora Polícias Penais Federais) que pertencem ao Departamento Penitenciário Nacional -DEPEN-MJ, distribuídos entre as cinco unidades prisionais de segurança máxima brasileiras, feitas para custodiar os criminosos de maior periculosidade do país, tendo sido construídas sob o molde Supermax das prisões americanas, que são mais de 60, com cerca de 02 milhões de detentos e mais de 400 mil agentes prisionais.

### Maranhão
No Maranhão data da década de 80 o primeiro concurso para o cargo de agente prisional, o qual posteriormente passou a ser denominado agente penitenciário (nível fundamental) e inspetor penitenciário (nível médio). Este último está em processo de extinção e atualmente é igualado ao primeiro, na prática. Em 2014 foi realizado o primeiro concurso para agente penitenciário com exigência de nível superior em qualquer área de graduação. Em 2016 houve outro concurso também nível superior, sendo considerado o mais concorrido da história do sistema penitenciário do Maranhão. Com a lei federal 12.993/14 em vigor, todos os agentes efetivos receberam uma pistola PT 840 acautelada do governo do Estado. No ano de 2017 a nomenclatura do cargo foi novamente alterada para "agente estadual de execução penal". 
A Lei n.º 10.738, de 12 de dezembro de 2017, consolidou a guarda prisional do Maranhão, a qual é composta pelo Agente e também pelo auxiliar de segurança penitenciário. Portanto, hoje no sistema penitenciário do Maranhão existe o Agente estadual de execução penal e o auxiliar de segurança penitenciário. Ao agente compete fazer a segurança armada interna e externa da unidade prisional, realizar escoltas de presos, dirigir veículo oficial /viatura, coordenar a equipe de auxiliares, dirigir unidades prisionais e demais atividades que envolvam armas de fogo e chefia. Já aos auxiliares cabe abrir e fechar celas com a supervisão do agente, abrir e fechar cadeados, revistar presos e visitantes, algemar presos, revistar celas e veículos, acompanhar agentes em escoltas e demais atividades que não envolvam armas de fogo. O auxiliar não possui a prerrogativa de portar arma de fogo. Existe também o agente temporário contratado através de seletivo com o prazo de 1 ano podendo. Atualmente o sistema penitenciário passa por constante melhorias em aparelhamento, estrutura física de unidades prisionais, aumento de servidores concursados e temporários. Resta ainda reposição salarial, uma vez que apesar de no Maranhão ter uma das melhores remunerações do país entre os agentes penitenciários, os servidores perderam para a inflação e não recebem reajuste significativo.

### Acre
No Estado do Acre, o cargo de Agente Penitenciário foi criado pela Lei Estadual n. 1.224, de 10 de junho de 1997, depois passou a integrar a estrutura da Polícia Civil de carreira, sob a denominação de Agente de Polícia Civil, com as atribuições e prerrogativas previstas na Lei Complementar Estadual n. 129 de 22 de janeiro de 2004.
O Agente Penitenciário acreano possui inúmeras conquistas, merecidas, como: 1-Doação de mais de três toneladas de alimentos para entidades carentes; 2-Dia Estadual do Agente Penitenciário; 3-Segunda folga; 4-Etapa alimentação em dinheiro; 5-Auxílio-transporte em dinheiro; 6-Adicional de titulação; 7-Porte de arma; 8-Aquisição, renovação e adição de CNH gratuitamente; 9-Uniforme padronizado; 10-Retorno dos colegas exonerados injustamente; 10-Prêmio anual da valorização da atividade penitenciária (14.º salário); 11-Prorrogação da validade do último concurso; 12-Ampliação do número de vagas para o cargo de AGEPEN; 13-Cursos de capacitação; 14-Exonerações de diretores irregulares; 15-Departamento Jurídico do SINDAP/AC anula dezenas de PAD's contra filiados; 16-Departamento Jurídico do SINDAP/AC consegue devolução de descontos de filiados;17-20% de aumento na remuneração bruta; 18-Escala de serviço 24x72, assegurando a(s) folga(s) extra(s) para respeitar a carga horária de 40 horas conforme previsão legal; 19-Novas contratações; 20-Novas contratações; 21-Proibição da Entrada de dinheiro nos dias de visita.

### Minas Gerais
O cargo é denominado Agente de Segurança Penitenciário – A.S.P. foi instituído pela lei 14.695/2003, sendo o quadro administrado pela Secretaria de Administração Prisional (SEAP). Os Agente de Segurança Penitenciário Possuem porte institucional de arma de fogo, sendo, 01 (uma) arma de porte, de uso restrito, dentre os calibres .357 Magnum, .40 S&W ou .45 ACP, conforme Portaria do Exército Brasileiro n.º 1.286, de 21 de outubro de 2014, além dos calibres permitidos, inclusive para aposentados do sistema penitenciário conforme Lei estadual 21.068/13 que regulamenta artigo  Art. 06.º,  VII,  do Estatuo do Desarmamento lei 10.826/203.
A SEAP é responsável por mais de 58 mil presos, em 147 unidades prisionais, entre Centro de Remanejamento do Sistema Prisional – CERESP; presídios; complexo Penitenciário; penitenciárias; Hospitais de Custódia e Tratamento Psiquiátrico; Centros de Apoio Médico e Pericial; Casas de Albergado; Centros de Referência da Gestante Privada de Liberdade. Ainda há três unidades que funcionam em regime de Parceria Público-Privada (PPP) que se assenta sobre os princípios da necessidade de uma gestão profissional de unidades penitenciárias, aplicando conceitos de qualidade e eficiência na custódia do indivíduo infrator e promovendo a efetiva da ressocialização do detento, além disso, o Estado mantém Convênio com 38 Associações de Proteção e Assistência aos Condenados (APACs).  Havendo cerca de 110 escolas nas unidades prisionais com cerca de 8.000 presos estudando, cerca de 190 presos estão matriculados em curso superior nas modalidades presencial e a distância, quase 14 mil detentos trabalham enquanto cumprem pena. Minas Gerais oferece 5.625 vagas em cursos profissionalizantes aos presos por meio do Programa Nacional de Acesso ao Ensino Técnico e Superior (Pronatec presencial e a distância). Cerca de 85% de toda a população carcerária do Estado já está sob responsabilidade da A Secretaria de Administração Prisional (SEAP).
A Secretaria de Administração Prisional (SEAP) também é responsável pela monitoração de custodiados, através da Unidade Gestora de monitoração eletrônica – UGME. O programa de monitoração eletrônica foi instituído no âmbito dos juízos criminal e de execução penal para a fiscalização de medidas protetivas de urgência, cautelares, liberdade provisória e da execução penal, para aplicação nas varas de execuções penais, criminais e de inquérito. Resolução Conjunta SEDS/TJMG/MPMG/DPMG/PMMG/PCMG/OAB-MG nº 205/2016 regulamentou os procedimentos a serem observados no programa. 
A Secretaria de Administração Prisional (SEAP), compõe diversas equipes, tais como  o Comando de Operações Especiais - COPE; Grupo de Intervenção Rápida – GIR;  Grupo de Escolta Tático Prisional – GETAP;  GOC Grupo de Operações com Cães, Assessoria de Informação e Inteligência do Sistema Prisional – AII entre outras. Á Remuneração inicial da categoria é de R$ 4.098,45 podendo alcançar R$ 7.854,12, conforme lei 19.576, de 16/08/2011.
Em 10 de outubro de 2016, os Agentes de Segurança Penitenciário de Minas Gerais passarão a registrar as ocorrências que acontecem nessas unidades por meio dos Registros de Eventos de Defesa Social (Reds’s). No país, apenas Goiás e Mato Grosso do Sul já possuem essa prática. A mudança resultará em economia, evitando o deslocamento e o empenho de policiais militares para fazer os registros.

### Pernambuco
O cargo foi criado pela Lei n.º 10.865/1993, com a vantagem remuneratória de 30% de função penitenciária a mais que os demais Policiais Civis. Além disso, conquistou esse ano, no STF por meio do Ministro Joaquim Barbosa, o direito de trabalhar 24h por 96h de descanso, sob o argumento de não superar às 44h de trabalho estabelecidas pela Constituição Federal. Além disso, na sua carteira funcional prevê o "livre ingresso em casas de diversão". O interessante é o decreto n.º 34.521/2010 por trazer a denominação de Polícia Penitenciária, para o uso das viaturas do Estado. O Plano de cargos e carreiras foi criado através da Lei Complementar n.º 150/2009. O Ingresso da Carreira é de nível superior. O Agente Penitenciário de Pernambuco pode acumular o cargo de professor, após a conquista de negociação do Plano de cargos. A Categoria hoje tem todos os procedimentos devidamente descritos, quando da criação do procedimento operacional padrão e Regimento Interno do Sistema Penitenciário. A categoria está definida como servidor policia civil. A Categoria foi agraciada com a lei de pensão especial n.º 13 531/08, definindo o direito aos Agentes Penitenciários como servidores policiais civis. O seu porte de arma fora do serviço está regulamentada pela Portaria n.º 441/2009, publicada no B.I Especial n.º 62/2009.
Os Agentes Penitenciários de Pernambuco realizam serviços essenciais como atividades de guarda, vigilância, custódia de presos com previsão no âmbito de Segurança Pública. O porte de arma está regulamentado por ato normativo, conforme exigência do art. 34 do decreto federal n.º 5123/04, que regulamentou o Estatuto do Desarmamento (lei n.º 10.826/03).
Os Agentes de Segurança Penitenciária realizam atividades de inteligência, art. 8.º da Lei Complementar n.º 187/2011, definidas na lei n.º 13.241/07, que criou o Sistema Estadual de Inteligência de Segurança Pública do Estado de Pernambuco.
A Secretaria Executiva de Ressocialização – SERES, está devidamente inserida no art. 44 da Lei complementar n.º 066/2005 (altera a Lei Complementar n.º 049/ 2003), que define os órgãos de Segurança Pública. Esta lei nunca foi revogada.
Diante, de tais fundamentações os Agentes de Segurança Penitenciária estão amparados pela legalidade do uso do porte de arma fora de serviço no território do Estado de Pernambuco.

### Alagoas
Lá, a Polícia Civil, conforme a Lei Complementar n.º 028 de 10/09/2010, é composta por dois cargos com nomes diferentes, mas funções parecidas, do Agente Penitenciário: Carcereiro e Guarda de Presídio.

### Distrito Federal
No Distrito Federal atualmente o cargo de Agente Penitenciário da PCDF, passou a ser chamado de Agente Policial de Custódia, alterado pela Lei Ordinária 13 064/2014, obrigando o retorno destes para a estrutura orgânica da PCDF.
Em 2005 o Governo do DF criou a carreira de Técnico Penitenciário, visando um cargo que ocupasse exclusivamente o sistema penitenciário e a Subsecretaria do Sistema Penitenciário - SESIPE, contida na Secretaria de Segurança Pública. Esse cargo, ao passar por reestruturações necessárias no decorrer do tempo, recebeu as denominações legais de Agente de Atividades Penitenciárias (AGEPEN-DF), cargo de nível superior e, ainda posteriormente, a denominação de Agente de execução Penal. Atualmente, a carreira acolheu legalmente a denominação de Policial Penal do Distrito Federal e aguarda regulamentação infraconstitucional prevista em lei federal.
Destaque para a criação da Doutrina de Intervenção Tática, concebida pela Diretoria de Operações Especiais - DPOE, unidade de referência nacional e mundial. Tendo ministrado inúmeros cursos em vários estados da Federação e países da América do Sul, Europa e outros, a DPOE contribuiu e contribui até hoje para os princípios e práticas de manejo eficiente de presos, tanto internamente (rotina carcerária) quanto externamente (escoltas comuns e de alto nível de periculosidade), metodologia de contenção de tumultos, motins, rebeliões, lideranças e qualquer outra forma de estopim que desestabilize os padrões de segurança e rotina penitenciária. Atualmente, a doutrina implementada e transmitida pelo DPOE formou interventores táticos (Policiais Penais cursados no treinamento de Intervenção Tática) de todo o país - o que contribui para a evolução, eficiência e modernização do Sistema Penitenciário de todo o Brasil.

### Tocantins
Os Técnicos em Defesa Social mantém no seu grupo ocupacional o cargo do Agente Penitenciário, através da realização de concursos com o intuito de atingir a meta de segurança de 01 AGPEN para 05 presos, conforme resolução do CNPCP do Ministério da Justiça.com porte de arma na localidade trabalho e fora do mesmo obedecendo às suas diretrizes. Em 2013 foram criados novos cargos para o Sistema Penitenciário, através da LEI Nº 2.808, DE 12 DE DEZEMBRO DE 2013, foi criado o Grupo “Defesa Social e Segurança Penitenciária” com os cargos de: Técnico em Defesa Social; Socioeducador; Analista em Defesa Social; Analista Socioeducador; Assistente Socioeducativo.
Em 2017 foi extinto o Cargo de Agente Penitenciário, pertencente as fileiras da Polícia Civil, sendo estes Agentes transformados em Agente de Polícia e Investigadores. Manobras estas a cunho políticos, visto o "impacto financeiro" que iria causar mantendo o cargo de Agente Penitenciário no estado.

### Roraima
Em Roraima o cargo foi criado pela lei 166 sendo que a primeira turma de agente penitenciário tomou posse em 06/03/2013.

### Rio de Janeiro
No Rio de Janeiro os policiais penais eram Inspetores de Segurança e Administração Penitenciária, responsáveis pela manutenção da segurança e de apoio aos estabelecimentos prisionais, conforme a lei n.º 4583, de 25 de julho de 2005.

### Goiás
No Estado de Goiás foi criado pela lei n.º 14.237, de 8 de julho de 2002. O Grupo Operacional de Serviços de Segurança passou a ser integrado por Agentes de Segurança Prisional. Há também o Grupo de Operações Penitenciárias (GOPE) que atua em situações de crise e escolta de presos de alta periculosidade; saliento também a primeira Reserva de Armas do Complexo Prisional do Estado de Goiás, instalada em 01/01/2013 cujo nome é Heróis da FEB em homenagem aos Pracinhas que lutaram no teatro de Guerra Europeu. E as atribuições da Reserva de Armas é "Prover e Manutenir" o Grupo de Operações Penitenciárias nas suas incursões prisionais.

### São Paulo
Os Policiais Penais Estaduais (PPE) são profissionais treinados com conhecimento técnico na área da Secretaria da Administração Penitenciária (SAP) no Estado de São Paulo, que são responsáveis por garantir a tutela e ressocialização dos presos, possuem a função de exercer a vigilância nos presídios, escolta para fóruns, transferências, apresentações médicas, etc. E estão divididos em classes de I a VII, dependendo do tempo de serviço e do merecimento do profissional, sendo que a "SAP" conta com mais de 25 mil agentes na área interna de vigilância além de mais de 10 mil vagas prisionais na área externa que foram criados em 2002, com o cargo de vigilância externa (AEVP), regido pela lei 898 de 13 de julho de 2001 e são subdivididos em níveis de I a VII, exercendo vigilância armada permanente e ostensiva ao redor dos presídios, com postos de sentinela e rondas em muralhas equipadas com passadiços.   
Também são responsáveis pela Escolta de Presos em movimentações externas para atendimento médico, apresentação ao judiciário, transferências e Escoltas Interestaduais, na Coremetro (Coordenadoria de Unidades Prisionais da Região Metropolitana). A Escolta de Presos nas demais Coordenadorias são de responsabilidade da Polícia Militar. A Secretaria da Administração Penitenciária de São Paulo criou o Grupo de Intervenção Rápida (GIR) formado por um grupo de elite da secretaria que recebem o mesmo treinamento da polícia de choque como técnicas de intervenções, controle de distúrbios civis, operações táticas e de invasões de prisões, além de treinamentos e técnicas especiais. Devido ao maior contato com presos e a permanecia dos mesmos em presídios uma eventual rebelião pode ser dissolvida mais rapidamente.  

### Santa Catarina
O cargo de Agente Prisional foi criado originalmente pela Lei Complementar n.º 55, de 29 de maio de 1992. Antes de esta lei entrar em vigor, eram os carcereiros da Polícia Civil que faziam a custódia dos presos nas delegacias. Com o passar dos tempos, a população carcerária do estado foi aumentando gradativamente, o que exigiu uma categoria organizada e totalmente independente da Polícia Civil.
Posteriormente em 2009 foi criado o Plano de Cargos e Vencimentos, através da Lei Complementar n.º 472, de 9 de dezembro de 2009. Com a chegada da lei, a nomenclatura do cargo passou de Agente Prisional para "Agente Penitenciário". Com a implantação do Plano de Carreira, passou-se a exigir como requisito para ingresso no cargo, nível superior em qualquer área do ensino. Outra inovação trazida pelo Plano de Carreira foi a incorporação de novas atribuições que antes eram desenvolvidas somente pelos Policiais Militares, ou seja, escolta e muralha.
Atualmente o Sistema Prisional catarinense é gerido pelo DPP - Departamento de Polícia Penal, subordinado a Secretaria de Estado da Justiça e Reintegração Social. As unidades estão distribuídas em todas as regiões do estado, sendo que cada região dispõe de pelo menos uma penitenciária e outras unidades menores (Presídio Regional). Na capital Florianópolis está sediado o HCTP - Hospital de Custódia e Tratamento Psiquiátrico, Colônia Penal Agrícola e Casa do Albergado.
A formação inicial e continuada está a cargo da ACAPS - Academia de Administração Prisional e Socioeducativa, a qual oferece os mais diversos cursos de capacitação profissional.
Em 2013, foi aberto o primeiro concurso público com exigência de nível superior para ingresso no cargo. Dando continuidade na sua política de valorização dos servidores, no mês de outubro de 2019 foi publicado edital para preenchimento de 600 vagas para o cargo de Agente Penitenciário com exigência de nível superior. Nos dois certames, a Banca Organizadora escolhida, foi a FEPESE.
No ano de 2016, entrou em vigor a Lei Complementar n.º 675/2016 (Plano de Carreira e Vencimentos), definindo em 8 classes, sendo a classe I o início da carreira, enquanto a classe VIII será o topo da carreira. Outra novidade trazida pelo novo plano, é o Adicional de Atividade Penitenciária equivalente a 222,25% do vencimento da classe correspondente.
Com o advento da Emenda Constitucional n.º 104/2019 que criou as Polícias Penais em âmbito federal, estadual e distrital, Santa Catarina também aprovou a sua Polícia Penal. A Emenda Constitucional n.º 80/2020, fora aprovada pelo legislativo catarinense no dia 16/12/2020, bem como publicada no dia 18/12/2020. Assim, nasceu uma força que há tempos já vinha exercendo policiamentos dos estabelecimentos penais de SC.
Fonte: http://www.alesc.sc.gov.br/legislativo/tramitacao-de-materia/PEC/0003.1/2020
No dia 27 de outubro de 2021, a (ALESC) Assembleia Legislativa de SC aprovou por unanimidade em dois turno o PLC 18/2021, que deu origem a LEI COMPLEMENTAR Nº 774, DE 27 DE OUTUBRO DE 2021 que cria o Estatuto da Polícia Penal do Estado de Santa Catarina. Além das diretrizes que vão nortear os trabalhos dos Policiais Penais, o novo regramento manteve as 08 classes do agora cargo de (Policial Penal), sendo a classe I o início da carreira e a classe VIII o topo. Por outro lado, fora alterada a forma de remuneração que passar a ser através de subsídio.  
Fonte: http://leis.alesc.sc.gov.br/html/2021/774_2021_lei_complementar.html